# Spas (criminalità)
Spas (in russo Спас? che significa I Salvatori o I Redentori) è un'organizzazione nazionalista, eversiva, paramilitare e nazionalista bianca russa responsabile degli attentati al mercato rionale di Mosca vicino alla stazione Čerkizovskaja avvenuti il 21 agosto 2006 in cui persero la vita tredici persone tra cui l'obiettivo principale, i frequentatori stranieri. Il gruppo è indiziato per omicidi e crimini a sfondo razziale avvenuti nell'area metropolitana moscovita, ed è una delle organizzazioni di skinheads più importanti e influenti del paese.

## Attentato del 2006
Nel 2006 quattro membri fanno esplodere un ciclo di bombe artigianali in un mercato rionale di periferia molto frequentato da immigrati asiatici e mediorientali.
Gli otto autori dell'attentato in cui persero la vita 14 immigrati sono stati condannati da pene varianti dai 2 anni all'ergastolo, con una esplicita condanna al fatto e al razzismo da parte delle forze dell'ordine e di organi politici.